# International Ecological Safety Collaborative Organization
Le International Ecological Safety Collaborative Organization (abrégée IESCO), fondée en 2006 en Chine, est une organisation internationale. Il fut en coopération avec certaines agences de l'ONU, et est dans le respect des Objectifs du millénaire pour le développement de l'ONU.

## Organisation
- The World Ecological Safety Assembly (présidium) - la plus haute autorité de l'organisation[4].
- Le Comité exécutif - l'organe exécutif de l'Assemblée[4].
- Président exécutif - Sok An
- Directeur général - Jiang Mingjun
- Le Secrétariat de l'organisation, New York (Organisation intergouvernementale)
- Le Secrétariat de l'organisation, Hong Kong (Organisation non gouvernementale)

## Historique
IESCO a été créée en 2006. 
En 2010 il a obtenu le statut de l'observateur à le International Conference of Asian Political Parties (ICAPP). IESCO a obtenu le statut consultatif au Conseil économique et social des Nations unies (ECOSOC de L'ONU) et le statut d'observateur à la réunion plénière de l'ECOSOC et le statut d'observateur à l'Alliance des civilisations des Nations unies en 2011. En 2012, il est devenu une institution consultatif de ICAPP et de Conférence permanente des partis politiques d'Amérique latine et des Caraïbes (COPPPAL). En 2013, IESCO et PNUEH (Programme des Nations unies pour les établissements humains) ont commencé à coopérer pour mettre en œuvre des programmes « UN Youth Empowerment and Urban Ecological Safety ».